# Coralville
Coralville is een plaats (city) in de Amerikaanse staat Iowa, en valt bestuurlijk gezien onder Johnson County. Coralville en Iowa City vormen met een aantal voorsteden één stedelijk gebied.

## Demografie
Bij de volkstelling in 2000 werd het aantal inwoners vastgesteld op 15.123. In 2006 is het aantal inwoners door het United States Census Bureau geschat op 18.017, een stijging van 2894 (19,1%).

## Geografie
Volgens het United States Census Bureau beslaat de plaats een oppervlakte van 26,5 km², waarvan 26,4 km² land en 0,1 km² water.

## Plaatsen in de nabije omgeving
De onderstaande figuur toont nabijgelegen plaatsen in een straal van 16 km rond Coralville.